# Gábor Kállai
Gábor Kállai (ur. 21 lutego 1959 w Budapeszcie, zm. 31 grudnia 2021) – węgierski szachista, trener szachowy, sędzia klasy międzynarodowej oraz autor książek o tematyce szachowej, arcymistrz od 1995 roku.

## Kariera szachowa
W 1981 r. reprezentował Węgry na młodzieżowych drużynowych mistrzostwach świata (zawodników do 26 lat) w Grazu, zdobywając brązowy medal. Wielokrotnie startował w turniejach międzynarodowych, w kilku odnosząc sukcesy, m.in. III m. w Ułan Bator (1984, za Jewgienijem Pigusowem i Giennadijem Tunikiem), II-IV m. w Trnawie (1985, za Erikiem Pedersenem, wspólnie z Włodzimierzem Schmidtem i Karelem Mokrym), dz. I m. w Wiesbaden (1988, wspólnie z Eckhardem Schmittdielem i Tiborem Tolnaiem), III m. w Siófoku (1990, za Istvanem Csomem i Arturem Frołowem), dz. II m. w Wiesbaden (1993, za Erikiem Lobronem) oraz II-III m. w Balatonberény (1995, za Olegiem Romaniszynem, wspólnie z Joanisem Nikolaidisem). W 2001 r. znalazł się w reprezentacji Węgier na drużynowych mistrzostwach świata w Erywaniu, w turnieju tym nie rozegrał jednak ani jednej partii.
Jako trener współpracował m.in. z Zoltanem Riblim (1983–1986) oraz Zsuzsą Polgar (1980–1994). Pomiędzy 2001 a 2005 r. był kapitanem męskiej reprezentacji Węgier, natomiast od 2006 r. pełni funkcję dyrektora public relations w Węgierskiej Federacji Szachowej.
Najwyższy ranking w karierze osiągnął 1 lipca 2001 r., z wynikiem 2555 punktów zajmował wówczas 10. miejsce wśród węgierskich szachistów.

## Publikacje
- Winning With the Queen's Indian (1987), Simon & Schuster, ISBN 978-0-02-029801-4, wspólnie z Zoltanem Riblim
- Megnyitások könyve (1990)
- Winning With the English (1993), Henry Holt, ISBN 978-0-8050-2642-9, wspólnie z Zoltanem Riblim
- Buch der Eröffnungen (1996)
- Basic Chess Openings (1997), Everyman Chess, ISBN 978-1-85744-113-0
- More Basic Chess Openings (1997), Everyman Chess, ISBN 978-1-85744-206-9
- Újra csillog az ezüst, Sakkolimpia Bled (2002), wspólnie z György Honfim
- 64 kockára 64 teszt (2004), wspólnie z Jánosem Szabolcsim(inne języki)
- Sakkpéntek (2006)
- Hol végződik a sakktábla? (2007)